# گاردن فامرز (کالیفرنیا)
گاردن فامرز (به انگلیسی: Garden Farms) یک منطقهٔ مسکونی در ایالات متحده آمریکا است که در شهرستان سن لوییز اوبیسپو، کالیفرنیا واقع شده‌است. گاردن فامرز ۲٫۸۳۲ کیلومتر مربع مساحت و ۳۸۶ نفر جمعیت دارد و ۲۹۱٫۰۹ متر بالاتر از سطح دریا واقع شده‌است.